# 安卡洛尔
安卡洛尔是一种含氮有机化合物，化学式C
18H
24N
2O
4，带有呋喃基团，能作为β受体阻滞剂。